# Trollface
Trollface (прев. лице трола) је rage comic мим који симболизује интернет тролове. Једна је од најстаријих и најпопуларнијих слика из rage comic-а.

## Настанак
Мим је настао 19. септембра 2008. године, када га је бруцош из Оуклендског универзитета „Карлос Рамирез” нацртао. Тад је објавио на DeviantArt као корисник Whynne, а касније је објављен на 4chan на табели слика. На објави из DeviantArt-а је рекао да је хтео да направи лика из стрипа познатог као „силоватељски глодар” Rape Rodent.

## Популарност
После неколико месеци, његов цртеж је брзо стекао популарност на 4chan-у као универзални емотикон интернет трола и свестран лик Rage Comics-а. За кратко време, лице је било алтернативно познато и као "Cool Face" када је интернет стрип у стилу Рејџ комикса на 4chan-у и у Ебаумсворлду био најпопуларнији за кратак период времена.
Током прве половине 2009. године, Trollface је брзо добио наклоност над редиторима и rage comic уметнике посебно, у делу дугујући брзом расту сабредита /r/f7u12, отприлике у исто то време. Хиљаде додатних интернет стрипова и фотошоповани примери могу да се пронађу на сајтовима Reddit, Tumblr, Cheezburger, Memegenerator, Facebook, 9gag и многим другим.
Осим симбола интернет трола, Trollface je био познат као шаљивџија у Рејџ комиксима гдје би изазивао бијес међу осталим ликовима завршавајући са познатом фразом "problem?", а такође и у посебним "troll physics" (трол физика) стриповима у којима би на лак начин "налазио" рупе у правилима физике.
Trollface је био један од најпопуларнијих мимова све до 2016. године када је та популарност нестала. Неки људи су наставили са прављењем Trollface стрипова,али су били доста обскурни.
Крајем 2020. године Trollface је поново постао популаран као ироничан мим, али почетком 2021. се почео користити и неиронично мада са промијењеним значењем, најчешће приказан као насилан и луд, посебно у такозваним "Trollge incidents" стриповима.У њима би лик Trollface био приказиван како покушава да уради једноставну ствар, да би се на крају стрипа десило нешто надреално због чега би лик полудио и најчешће убио себе или уништио градове, а некад и цијели свијет.
Утицајан је на "васкрснуће" Trollfacе-а био и ван контекста узет дио говора Доналда Трампа из 2020. године: "We do a little trolling, it's called we do a little trolling"(тролујемо помало,то се зове тролујемо по мало).